# Ignace Pierre VIII Abdel-Ahad
Ignace Pierre VIII Abdel-Ahad, né Grégoire Pierre Abdel-Ahad le 28 juin 1930 à Alep et mort le 4 avril 2018 à Jérusalem, est un prélat catholique syrien, primat de l'Église catholique syriaque du 16 février 2001 au 25 janvier 2008.
Ordonné prêtre le 17 octobre 1954, il est nommé en 1991 exarque patriarcal de Jérusalem, puis, le 29 juin 1996 évêque auxiliaire d'Antioche des Syriens au Liban, avec le titre d'évêque titulaire de Batnae-de-Syrie (de), et sacré le 21 juin 1997.
Son élection du 16 février 2001 à la tête de l'Église catholique syriaque, lors du synode électoral du monastère de Charfet, est confirmée par le pape, le 20 février suivant.
Il se retirera en avril 2008.